# Cliquet (mécanique)
Pour les articles homonymes, voir Rochet.

Roue à cliquet :
1 = Roue dentée
2 = Cliquet
3 = Base support.

Encliquetage à rochet en action.

Un cliquet (en anglais : pawl), fréquemment utilisé avec une roue crantée dite rochet (en anglais : ratchet), est un mécanisme qui maintient un système en l'état ou — plus généralement — l'empêche de revenir en arrière et le force à « aller de l'avant ». Ce mécanisme intervient dans une multitude d'outils ou d'instruments, de l'horlogerie à la mécanique (horloge à foliot, roue libre, clef dynamométrique, convertisseur de couple) en passant par la musique (sautereau du clavecin, crécelle, etc.).

## Étymologie
Nom masculin de « clique » n.f. lui-même issu du verbe de l'ancien français « cliquer », résonner (dans le sens de « produire un son »).

## Exemples mécaniques
- En manutention, appliqué à une roue dentée ou à une tige crantée, on trouvera un cliquet dans la constitution d'un treuil ou d'une crémaillère ;
- En horlogerie, le simple cliquet a généralement pour fonction de permettre le mouvement d'une roue dentée dans un sens seulement ; on peut regarder certains mécanismes d'échappement (échappement à ancre, échappement à chevilles) comme des doubles cliquets, mais l'appellation « cliquet » n'est pas employée.
- Une complication du cliquet est le mécanisme de la roue libre, encliquetage de la cassette d'une roue arrière de bicyclette.

Utilisation d'un rochet comme came dans un télérupteur.

Le cliquet est parfois utilisé comme came ; c'est alors la came qui est entraînée par l'avance du « suiveur ». C'est par exemple le cas du télérupteur électromécanique : une lame d'acier est attirée par un électroaimant et provoque la rotation du rochet ; elle revient en position par retour élastique lorsque l'électroaimant n'est plus alimenté, et ce retour ne provoque pas de rotation de la roue en sens inverse. Dans cette utilisation, elle présente des points communs avec l'échappement.